# Domen Kumer
Domen Kumer, slovenski pevec pop in narodnozabavne glasbe, * 3. julij 1983, Maribor.
Že v mladosti se je naučil igrati na bas kitaro. Leta 2002 se je začel učiti solopetja pri Dadi Kladnik in posnel svojo prvo skladbo »Bom nekaj naredil«. Na festivalskih odrih je debitiral prihodnje leto z nastopom na Emi (»Tvoje ime«). V drugi polovici leta 2003 je pri založbi Nika Records izšel njegov albumski prvenec Šok za srce, pri katerem je kot avtor in producent sodeloval Matjaž Vlašič.
Prelomno zanj je bilo leto 2005, saj je z »Do Portoroža« zmagal na Melodijah morja in sonca. Pesem je postala uspešnica in je bila nominirana za hit leta na Slovenskem radijskem festivalu (SRF). Na MMS-u je ponovno slavil leto pozneje z »Banano«. 2008 se je iz pop glasbe preusmeril v narodnozabavno. Festivalski uspeh je zopet doživel na Narečni popevki 2009, na kateri je za »Maričko Štajerko« prejel nagrado občinstva za najboljšo skladbo.
Kot avtor je sodeloval z različnimi izvajalci (Petro Pečovnik − »Iz navade«; Pijamas − »Pidžama party«; Mirno Reynolds – »Zdravnik«, »Muca«, »Motor«, »Kavboj«; Špelo Grošelj – »Bog za naju sreče ni izbral«, »Najina pomlad«, »Glavo pokonci!«, »Gremo na obalo«; Majo Oderlap – »Jager muzikant«), imel pa je tudi svoj studio Dee Kay Production.
Leta 2014 se je preselil v Avstrijo, kjer se je ukvarjal z gradbeništvom in nepremičninami. Po premoru se je na glasbeno sceno vrnil leta 2017 s »K vragu pamet«.
2018 je z Jasno Kuljaj vodil resničnostno oddajo Bar na Planet TV.

## Nastopi na glasbenih festivalih
EMA
- 2003: Tvoje ime — 6. mesto
- 2006: Noro se ujameva (z Rebeko Dremelj) — 4. mesto

Melodije morja in sonca
- 2004: Polna luna — 4. mesto
- 2005: Do Portoroža — 1. mesto
- 2006: Banana — 1. mesto

Pesem poletja 2008 (TV Paprika)
- Kamasutra (s Petro Pečovnik) — 1. mesto

Festival narečnih popevk
- 2009: Marička Štajerka — nagrada za najboljšo skladbo po izboru občinstva

Slovenska polka in valček
- 2010: Nekoč bom jaz tvoj angel (Domen Kumer s prijatelji)

Na zdravje: Pesem zime 2011−2012
- Ona sanja Pariz (z Dejanom Vunjakom)

## Diskografija
Nosilci zvoka
| Leto | Album                    | Pesmi |
| ---- | ------------------------ | --- |
| 2003 | Šok za srce              | - Prepovedana - Preveč močno - Daj me poljubi - Nemogoče je - Šok za srce - Povej mi tiho - Tvoje ime - Ne, ne, ne - Konec je - Na juriš - Noro dobra punca |
| 2005 | Do Portoroža (singel)    | - Do Portoroža (Radio edit) - Do Portoroža (Reggae remix) - Do Portoroža (Dee Jay Time by DNE remix) - Do Portoroža (Turbofolk remix) - Do Portoroža (Akustik remix) - Do Portoroža (Radio edit, karaoke) |
| 2010 | Nekoč bom jaz tvoj angel | - Hočem polko nazaj - Slovenski sin - Nekoč bom jaz tvoj angel - Nea mi govori - Marička Štajerka - Adijo ljubica - Pubec si ču (z Alfijem Nipičem) - Hočem polko nazaj (alpenrock rmx) - Nea mi govori (Svizec rmx) - Slovenski sin (Svizec rmx) - Hočem polko nazaj (Svizec rmx) - Nekoč bom jaz tvoj angel (karaoke verzija) |
| 2011 | Adriana                  | - Adriana - Angel varuh - Moja duša - Koliko solz - Pika na i (z Miranom Rudanom) - Ista generacija - Don Juan hit mix - Oh ne cherie - Prvi rendez vous - Ona sanja Pariz (z Brendijem) - Shopping in Graz - Rdeča roža |

Nealbumski, nefestivalski singli
- V dolini tihi (2006) – z Mirno Reynolds in Steffaniem kot trio Tris
- Rumeni tisk (2007)
- Meteor (2008)
- Po dežju
- Jutri
- Božični čas
- Bodi nežna (2009)
- Čez leto ali dve (2011) – s Špelo Grošelj
- Najprej štalca, pol pa kravca (2011/12) – z Wernerjem
- Tvoja mama (2012) – z Natalijo Verboten
- Videz vara (2012) – z ansamblom Spev
- Daj pri na hladno (2012) – z Veselimi Štajerkami
- Dal bi ti vse (2013) – priredba skladbe Jürgena Drewsa
- Komaj čakam na soboto (2013) – priredba »Is This the Way to Amarillo«
- Schlager HIT Medley (2014)
- K vragu pamet (2017)
- Midva (2018)
- Nisva prva niti zadnja (2018)
- Najboljše vino (2019)
- 100% (2019) − s Sašo Lendero
- Prva runda (2019)
- Levo desno (2020) − z ansamblom Stil
- Namesto tebe (2020) − s Timotejem
- Vino in kitara (2020) – s Špelo Grošelj